# 長頷半脊鯡
長頷半脊鯡為輻鰭魚綱鲱形目鲱科的其中一種，分布於非洲中部及西部的淡水流域，體長可達13公分，棲息在淡水溪流、湖泊，屬肉食性，以小魚昆蟲為食。

## 擴展閱讀
維基物種上的相關：長頷半脊鯡